# Mongolian Stomper
Archibald Edward Gouldie, noto con lo pseudonimo The Mongolian Stomper (Carbon, 22 novembre 1936 – Knoxville, 23 gennaio 2016), è stato un wrestler canadese.
Lottò per decenni nella Stampede Wrestling come Archie "The Stomper" Gouldie, con il soprannome che derivava dalla sua reputazione di "calpestare" gli avversari, quando erano a terra, con i suoi stivali da cowboy neri.

## Carriera

### Central States Wrestling
Agli inizi di carriera, Archie "The Stomper" Gouldie era un babyface (uno dei "buoni") nei territori della Central States Wrestling. Vinse l'NWA United States Heavyweight Championship (Central States Version) da Enrique Torres il 20 dicembre 1963. Lo perse il 31 gennaio 1964 in favore di Rocky Hamilton. Riconquistò la cintura il 22 maggio per perderla poi con Sonny Myers il 12 giugno 1964. Lo riconquistò ancora una volta nel 1965 da Sonny Myers e lo perse contro Bobby Shane a dicembre.
Archie vinse il suo primo titolo dei pesi massimi Central States sconfiggendo Ron Reed il 4 giugno 1965, conservandolo per 30 giorni, per poi cederlo a Sonny Myers il 4 luglio 1965. Gouldie vinse il titolo per la seconda volta l'8 giugno 1972, battendo Black Angus Campbell, per poi perderlo contro Harley Race il 7 luglio 1972, a Kansas City, Kansas.
Archie ha anche dimostrato di essere un abile lottatore di tag team, vincendo undici volte l'NWA North American Tag Team Championship. Il suo primo regno iniziò il 1º maggio 1962, mentre il suo ultimo regno titolato arrivò il 14 ottobre 1972. The Stomper fece coppia quattro volte con The Viking, tre volte con Bob Geigel, due volte con Rufus R. Jones, una volta con Danny Little Bear e una volta con Bob Ellis.

### Stampede Wrestling
Gouldie detenne il titolo North American Heavyweight per 14 volte tra il 1968 e il 1984, un record di longevità insuperato all'epoca. Fu anche il campione inaugurale, sconfiggendo l'ex NWA World Heavyweight Champion Pat O'Connor nella finale del torneo. Tra gli altri avversari, in questo periodo ebbe un feud con Billy Robinson per il titolo.
Anche se lottò da heel durante la maggior parte della permanenza nella Stampede, Gouldie effettuò un turn face nel 1983 dopo che Bad News Allen lo tradì durante un six-man tag team match per poi brutalizzare il figlio Jeff (nella storyline) (fatto che portò il conduttore televisivo dei programmi Stampede Ed Whalen a lasciare la compagnia in segno di protesta); l'aggressione portò a un sanguinoso feud tra i due.
Gouldie non utilizzò mai la gimmick di Mongolian Stomper nella Stampede; invece, tenendo fede alle sue origini, lottava interpretando il personaggio di un rude cowboy canadese soprannominato "The Stomper".

### Southeast Championship Wrestling
Gouldie ottenne gran parte della sua popolarità negli Stati Uniti in questa federazione, con sede a Knoxville, Tennessee. Egli conquistò per ben undici volte l'NWA Southeast Heavyweight Championship tra il 1976 e il 1981, vincendo la cintura per l'ultima volta sconfiggendo Jerry Stubbs. In questo periodo ebbe delle notevoli rivalità con Robert Fuller e Ronnie Garvin.

### Mid South Wrestling (Bill Watts)
Alla fine del 1982 apparve per breve tempo nella Mid South, salvando Skandor Akbar dall'attacco di Buck Robley. Lottò solo uno o due match nella compagnia prima di andarsene.

### Smoky Mountain Wrestling
Nel 1992 andò a lottare nella SMW, che, come la Southeast, aveva sede a Knoxville in Tennessee. A questo punto della sua carriera, The Stomper era considerato un face, e lottò in coppia con l'ex rivale Ronnie Garvin durante il suo feud con Paul Orndorff. Gouldie sconfisse Rob Morgan nella prima edizione del Bluegrass Brawl. Secondo varie riviste del settore, Gouldie, nonostante l'età, si manteneva ancora in forma andando in bicicletta ogni giorno.

## Vita privata
Terminata la carriera da wrestler, lavorò per molti anni come vicesceriffo della contea di Knox in Tennessee, svolgendo la mansione di guardia carceraria.

### Morte
Il 9 gennaio 2016 Gouldie cadde e si ruppe il bacino, e fu costretto ad operarsi. Dopo l'intervento non si riprese più e morì nel sonno il 23 gennaio.

## Titoli e riconoscimenti
- All-Star Championship Wrestling
  - ASCW Heavyweight Championship (2)[4]
- Big Time Wrestling (San Francisco)
  - NWA World Tag Team Championship (San Francisco version) (1) – con Ciclon Negro
- Central States Wrestling
  - NWA Central States Heavyweight Championship (2)
  - NWA United States Heavyweight Championship (Central States version) (3)
  - NWA North American Tag Team Championship (Central States version) (NWA North American Tag Team Championship (11) – con Bob Ellis[5][6]
- Championship Wrestling from Florida
  - NWA Southern Heavyweight Championship (Florida version) (2)
- Georgia Championship Wrestling
  - NWA National Heavyweight Championship (1)
- International Wrestling
  - IW North American Heavyweight Championship (4)
- NWA Detroit
  - NWA World Tag Team Championship (Detroit version) (2) – con Ben Justice (2)
- NWA Mid-America – Continental Wrestling Association
  - AWA Southern Heavyweight Championship (1)
  - AWA Southern Tag Team Championship (1) – con Jerry Lawler[7][8]
  - CWA International Heavyweight Championship (1)
  - NWA Southern Heavyweight Championship (Memphis version) (1)
- Pro Wrestling Illustrated
  - 290º nella lista dei migliori 500 wrestler singoli nei PWI Years del 2003.
- Southeastern Championship Wrestling – Continental Wrestling Federation
  - CWF Tag Team Championship (1) – con Jimmy Golden
  - NWA Brass Knuckles Championship (Southeastern version) (3)
  - NWA Southeastern Heavyweight Championship (Northern Division) (11)
  - NWA Southeastern Heavyweight Championship (Southern Division) (1)
  - NWA Southeastern Tag Team Championship (2) – con Jimmy Golden (1) e Stomper Jr. (1)
  - NWA Southeastern Television Championship (1)
- Southern Championship Wrestling
  - NWA Southern Heavyweight Championship (Tennessee version) (1)
- Southern States Wrestling
  - SSW Heavyweight Championship (1)[9]
- Southwest Championship Wrestling
  - SCW Southwest Heavyweight Championship (1)
- Stampede Wrestling
  - Stampede North American Heavyweight Championship (14)
  - Stampede Wrestling Hall of Fame (Classe del 1995)[10][11]
- Tennessee Mountain Wrestling
  - TMW Heavyweight Championship (2)[4]
  - TMW Tag Team Championship (1) – con Chris Powers[4]
- United Atlantic Championship Wrestling
  - UACW Heavyweight Championship (2)[4]
  - UACW Tag Team Championship (1) – con Big Jesse[4]
- USA Wrestling
  - USA Heavyweight Championship (3)[4]
- World Wrestling Council
  - WWC Puerto Rico Heavyweight Championship (1)